# F2RL1
F2RL1 (англ. F2R like trypsin receptor 1) – білок, який кодується однойменним геном, розташованим у людей на короткому плечі 5-ї хромосоми. Довжина поліпептидного ланцюга білка становить 397 амінокислот, а молекулярна маса — 44 126.
| 10         |  | 20         |  | 30         |  | 40         |  | 50         |
| ---------- |  | ---------- |  | ---------- |  | ---------- |  | ---------- |
| MRSPSAAWLL |  | GAAILLAASL |  | SCSGTIQGTN |  | RSSKGRSLIG |  | KVDGTSHVTG |
| KGVTVETVFS |  | VDEFSASVLT |  | GKLTTVFLPI |  | VYTIVFVVGL |  | PSNGMALWVF |
| LFRTKKKHPA |  | VIYMANLALA |  | DLLSVIWFPL |  | KIAYHIHGNN |  | WIYGEALCNV |
| LIGFFYGNMY |  | CSILFMTCLS |  | VQRYWVIVNP |  | MGHSRKKANI |  | AIGISLAIWL |
| LILLVTIPLY |  | VVKQTIFIPA |  | LNITTCHDVL |  | PEQLLVGDMF |  | NYFLSLAIGV |
| FLFPAFLTAS |  | AYVLMIRMLR |  | SSAMDENSEK |  | KRKRAIKLIV |  | TVLAMYLICF |
| TPSNLLLVVH |  | YFLIKSQGQS |  | HVYALYIVAL |  | CLSTLNSCID |  | PFVYYFVSHD |
| FRDHAKNALL |  | CRSVRTVKQM |  | QVSLTSKKHS |  | RKSSSYSSSS |  | TTVKTSY    |

A: Аланін

C: Цистеїн

D: Аспарагінова кислота

E: Глутамінова кислота

F: Фенілаланін

G: Гліцин

H: Гістидин

I: Ізолейцин

K: Лізин

L: Лейцин

M: Метіонін

N: Аспарагін

P: Пролін

Q: Глутамін

R: Аргінін

S: Серин

T: Треонін

V: Валін

W: Триптофан

Кодований геном білок за функціями належить до рецепторів, g-білокспряжених рецепторів, білків внутрішньоклітинного сигналінгу, фосфопротеїнів. 
Задіяний у таких біологічних процесах як імунітет, вроджений імунітет, запальна відповідь, поліморфізм. 
Локалізований у клітинній мембрані, мембрані.